# 고틀로프 에른스트 슐체

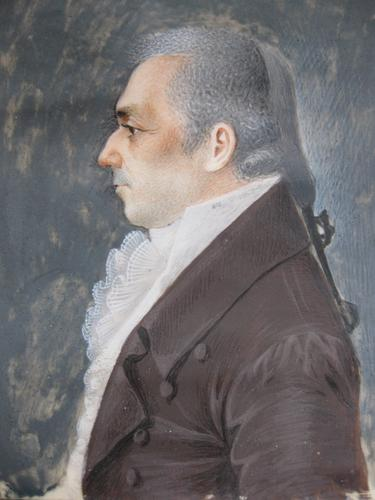

고틀로프 에른스트 슐체(독일어: Gottlob Ernst Schulze, 1761년 8월 23일~1833년 1월 14일)는 독일의 철학자이다. 임마누엘 칸트의 학설을 비판적으로 수용하려는 태도를 보였다. 괴팅겐 대학교에서 교수생활을 하였고 여러 저서를 출판했다. 당대 철학자들과 교류하였다. 청년기의 쇼펜하우어에게 학문 연구에 관한 진심어린 조언을 해주었다.

## 참고 자료
- 《Encyclopedia of Philosophy》, Vol. 7, New York: Macmillan
- Jump up ^ Between Kant and Hegel, Indianapolis: Hackett

## 같이 보기
- 피히테
- 헤겔
- 쇼펜하우어
- 임마누엘 칸트